# Memrise
Memrise is een website die online cursussen aanbiedt, gecreëerd door zijn gebruikers. Het grootste aandeel hierin wordt gevormd door taalcursussen, maar er zijn evengoed cursussen over andere onderwerpen, zoals aardrijkskunde en wiskunde. De cursussen zijn verdeeld in tien categorieën. Memrise gebruikt een combinatie van flitskaarten en ezelsbruggetjes (Mems genaamd) om de gebruiker snel en effectief te laten leren.
Memrise werd opgericht door Geheugengrootmeester Ed Cooke en neurowetenschapper Greg Detre van Princeton, gespecialiseerd in de geheugenwetenschap.
Memrise ging online in bètaversie in 2009, nadat het de Entrepreneurship Club 2009 TigerLaunch van Princeton had gewonnen. In 2010 werd Memrise bekroond als medewinnaar van de London Mini-Seedcamp competition. Datzelfde jaar werd de website ook finalist in de verkiezing van TechCrunch: beste start-up van Europa. In 2011 werd Memrise een van de geselecteerde start-ups in de Techstar-verkiezing in Boston.
Het is mogelijk om punten te behalen per geleerd onderdeel. Deze punten dienen om de competitie tussen gebruikers aan te jagen. In 2012 werd het scorebord van Memrise tijdelijk uitgeschakeld, omdat werd ontdekt dat sommige gebruikers bots en andere trucs hadden ingezet om een onwaarschijnlijk aantal punten te behalen. Tegenwoordig is er een nieuw scorebord dat moeilijker te bedriegen is.
Sinds mei 2013 is Memrise ook beschikbaar als applicatie voor de smartphone, te downloaden in de App Store (iOS) of Google Play.